# 火吹き

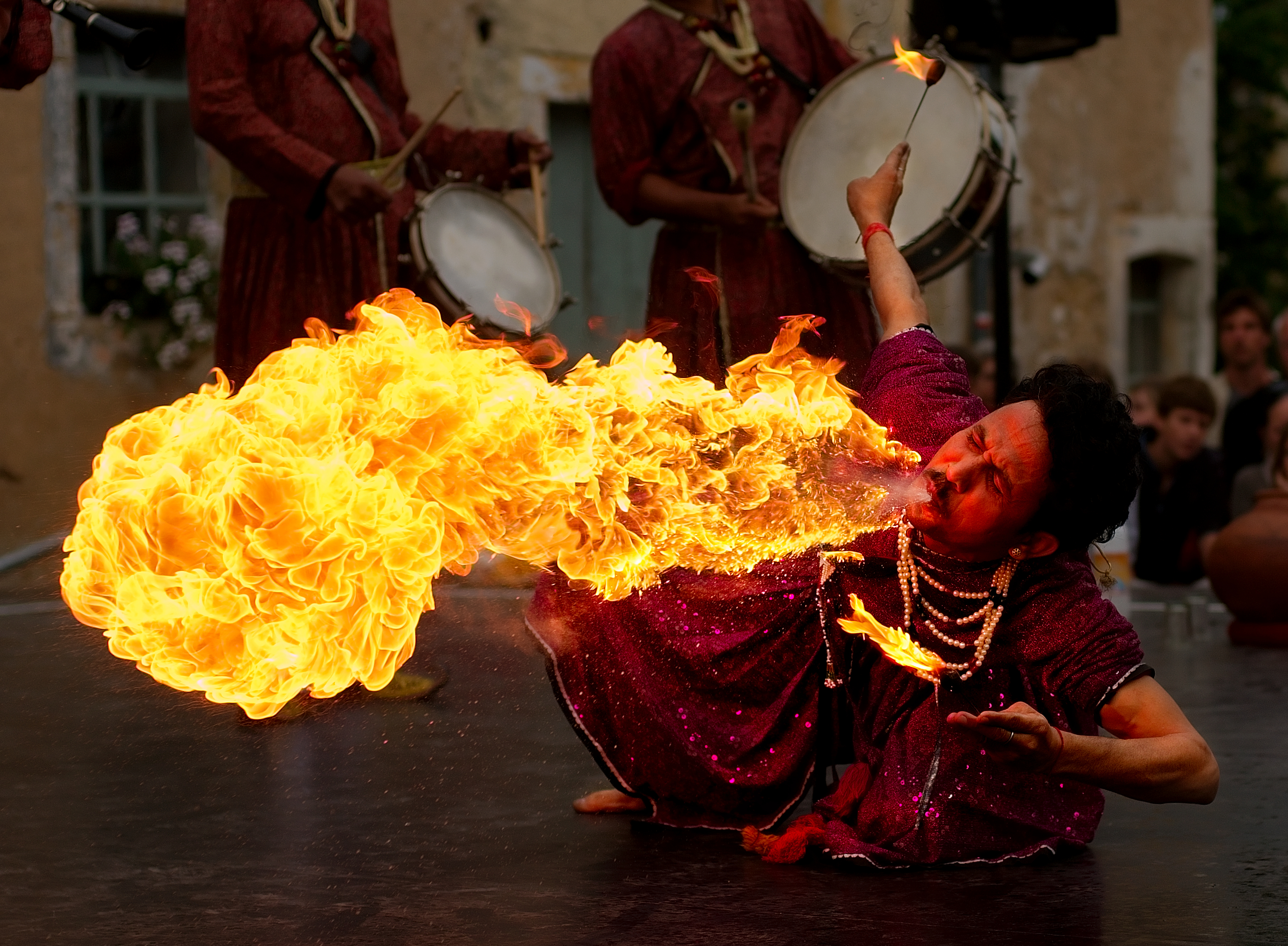
ジャイプール・マハラジャ・ブラスバンドによる火吹き
（ベルギーシャスピエールにて）

火吹き（ひふき）は、口から炎を吹く芸のことである。通常、可燃性の液体を吹き出し、これに着火することによって行われる。
KISSのジーン・シモンズは、異論もあるところだが、恐らくはショーで火吹きや血吹きを行う最も有名なアーティストである。
伝説上の生物や怪獣の類は火吹きを行うとされるものが多々ある。ドラゴンはその著名な例である。

## 安全性

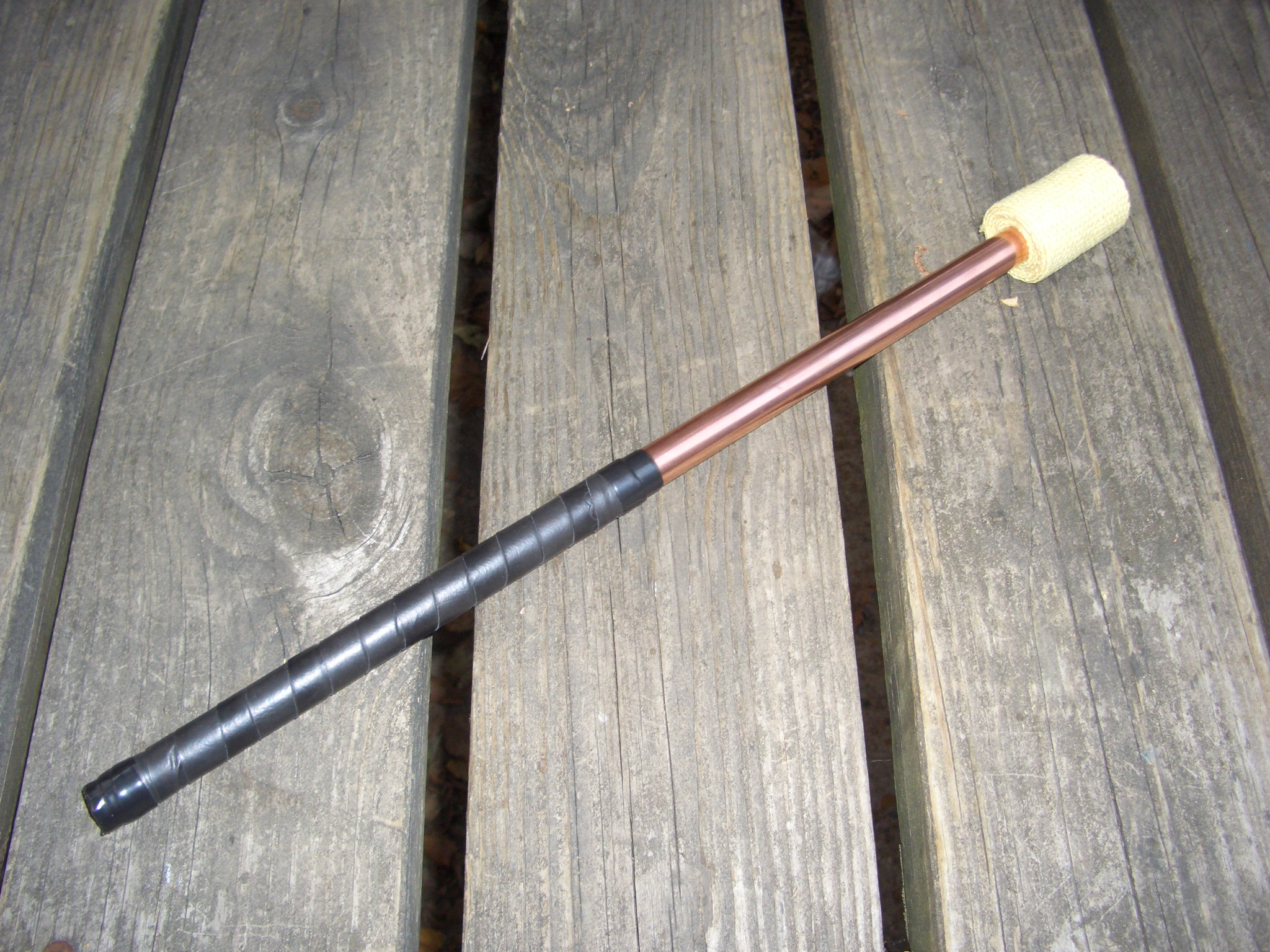
点火用トーチ

火吹きを習得することはさほど困難ではない。しかし、（火を扱う芸全般に言えることだが）事故が起きた際には非常に危険であるため、安全には十分配慮する必要がある。周囲に引火性物品が無く、延焼を起こさず、万一に備えて消火設備が整った場所で行うことが望ましい。
また、引火事故を防止するため、高引火点(>50℃)・低爆発性の物質を吹くことが推奨される。高引火点パラフィン（灯油など）やランプオイルなどが比較的安全と考えられる。
風向きへの配慮は極めて重要である。当然ながら向かい風の状態で吹くことは危険であるし、風向きが頻繁に変動するような環境は逆風で吹いてしまうリスクが高い。また、火を吹く際には全ての燃料を吹き切るまで息を吸ってはならない。燃料が残っている状態で一度でも息を吸ってしまうと高温のガスが口腔・気道・肺を焼くことになる。また、口の中の燃料に引火すると顔面全体・口腔・気道・肺を焼くことになる（かなり致命的，死亡する危険性あり）。従って、口に含む燃料の量が多すぎるとかなり危険である。事故が起きた場合は即座に致命的な事態に発展するため、火吹きを行う前に水などの消火剤を直ぐに利用できる状態で間近に準備しておく必要がある。
芸人はよい状態の燃料霧を噴射するために、トランペット状の絞りを用いることがある。吹き手の口より大きいマウスピースにより霧の液滴は大きくなり、飛距離は下がる。そのため、炎は吹き手に近づくことになる。
火吹きに伴うススが顔に付着したものを拭うため、布を携行することがある。また、ヒゲは慎重に剃っておく必要がある。これはヒゲに燃料が付着し、炎上すると非常に危険だからである。また、視界を確保したり炎が逆流した場合に備えるためにゴーグルを着用することもある。
火吹きにおける事故では、次のようなリスクがある
- 死亡
- 重症の火傷
- 発ガン
- 歯科関係の傷病
- 胃潰瘍
- 燃料の毒性
- 化学性肺炎・急性呼吸促進症候群
- 乾咳
- 頭痛,めまい,悪寒
- 下痢,吐き気, 胃痛
- 唇の炎症
- 乾燥肌・典型的な火傷症状 [1]

### 燃料による差異・リスク
エタノールを用いた場合、口内粘膜からの吸収および誤飲により、急性アルコール中毒様の問題を起こすことがあり得る。
それよりも危険な事故として、火吹きの噴霧速度よりも速く燃料に引火し口内の燃料に引火した上での事故である。
この場合演者がパニックを起こし呼吸をした場合、口内からの炎により肺まで焼き死亡する可能性もある。
また服や顎についた燃料にも容易に引火するためファイアーダンサーの中では身近にありながらも最も危険視する燃料である。
メタノールは金属塩などを加えて各色に着色した炎をつくるために利用されることがあるが、エタノールよりさらに危険である。体内への吸収によって失明や神経症を起こしえる。
ナフサ・ブタン・プロパンなどの低引火点・低沸点物質は容易に気化し、吸収による口内炎や肺炎を起こしえる。またナフサは発ガン性の可能性が指摘されており、喉頭ガンなどのリスクを上昇させると考えられる。
ガソリンや灯油・軽油は、含有する硫黄化合物や芳香族化合物（特にベンゼン）によって発ガンリスクがある。
良質の精製ランプ用オイルであっても、頭痛・吐き気・ビタミン群欠乏症などを起こす可能性がある
このような化学的リスクが燃料にはあり得るため、燃料の選定には留意する必要がある。選定にあたってはMSDSの参照などが参考になると考えられる。

## 芸のバリエーション

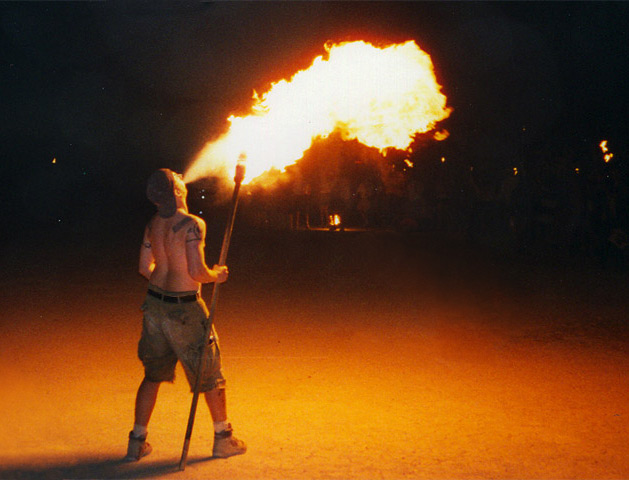

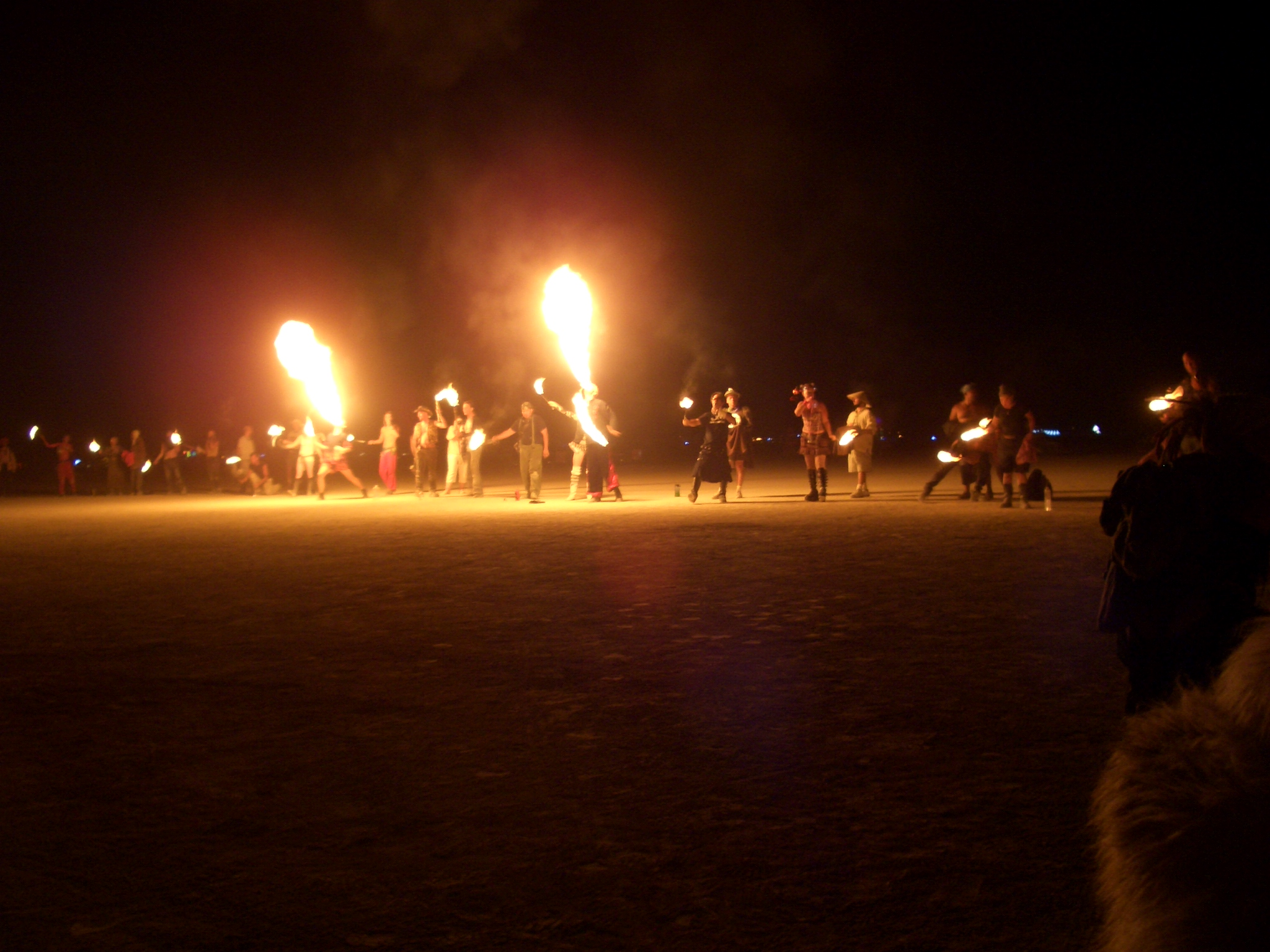
火を吹く集団

火吹きには次のようなバリエーションがある。これらの芸は行うにあたって危険を伴うため、熟練者の指導の下で習得することが望ましい。
- 火吹きでタバコやロウソクに点火
- 人キャンドル - 徐々に燃料を吹きだして小さい炎を長時間維持する
- 口移し火吹き - 火吹きを使用して他人の火吹きに点火する
- 火山 - 真上に火を噴射する

### 個人技
- 45°火吹き
- キャンプファイアー - 火を地面に照射する
- ヘルファイア - しゃがみ状態で火を吹き、立ち上がって火で人を襲う
- 回転木馬 - 水平に長い火を吹きながら回転して火の環を作る
- コークスクリュー - 垂直に立ち上がる炎を持続的に吹きながら吹き手が回転する
- 屁 - 股の間に顔を突っ込んで後方に火を噴射する・ベクタースラストノズル
- Forward Fire Blast - 地面に対して平行に吹く

等

### 団体技
団体技は、複数人で火吹きを行うことによって、個人技では得られないパフォーマンスを繰り出すのが目的である。

## 現代文化における火吹き

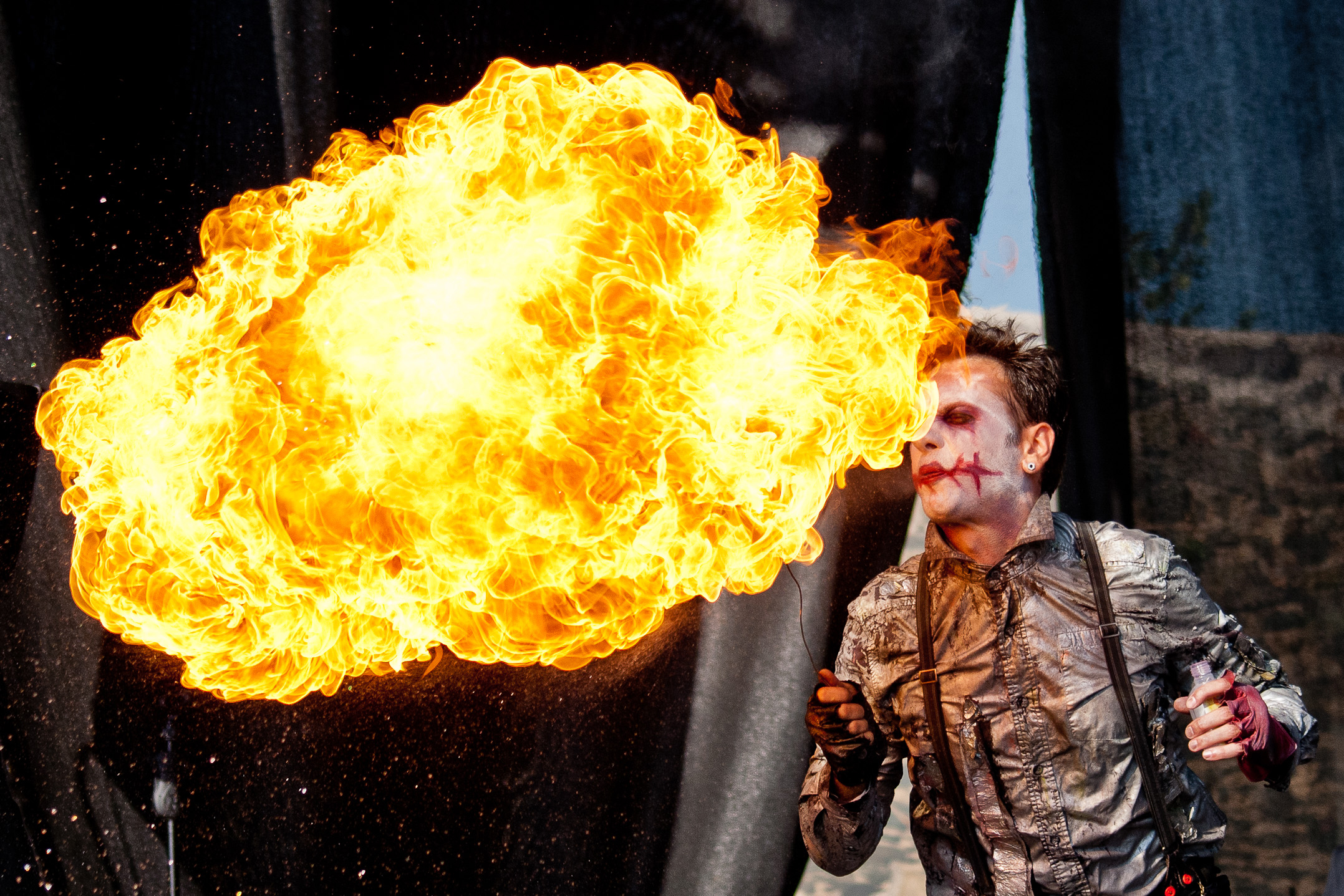
2012年にポーランド・ボルクフで開かれたゴシックイベント Castle Party におけるパフォーマンス

音楽界においては、とりわけヘビーメタル・ブラックメタルのようなシーンにおいて演出に用いられる。これらは、その生い立ちからスタントとしての性格を持ち合わせているからである。メタル系音楽における火吹きの創始者は、QuorthonやBathoryが考えられる。Quorthonにおいては1988年以前のプロモーション画像に火吹きが確認されるという。Bathoryの公式サイトによれば、「Quorthonは火吹きのパフォーマンスが、彼らの音楽よりもメディアの大げさな反応を招いたことにより、彼らは火吹きを止めることになった」という。
1990年代の北欧ブラックメタル界においては、Bathoryに倣った無名のバンドによる火吹きが流行していた。それらのプロモーションビデオはいくつも確認されている。
また、日本でのfire performance artistの一人に元火付盗賊のメンバーairaがいる。
彼もポイやスタッフ等の道具を操りながらも古典的な技である火吹きや火喰いを好んで行っている。
2000年シドニーオリンピックの開会式で行われたショーの中で、大人数での火吹きが行われている。

### 記録
2007年3月14日、ドイツの生徒らによって「113人同時火吹き」が達成された。
2007年8月にはネバダ州Burningman Arts Festival in Black Rockにおいて、21人の連続火吹きが行われた。
Androgen Fire Artのティム・ブラック（Tim Black・オーストラリア人）は、2005年6月19日のギネスブック挑戦番組で5.4mの炎を吹くことに成功した。ティムは2006年に北京で行われた同様の趣旨の番組において、同様の記録を出した。2007年9月15日、中国においてティムは7.20mの記録を達成した。

## 類似技術
- ファイアーイーティング
- ファイアーダンス